# Ngoại Kavkaz
Ngoại Kavkaz (tiếng Nga: Закавказье; tiếng Anh: Transcaucasia) hay Nam Kavkaz là một vùng địa chính trị trong vùng lân cận của phía Nam dãy núi Kavkaz nằm trên biên giới Đông Âu và Tây Á. Vùng Transcaucasia (Nam Kavkaz) gần tương ứng với Gruzia, Armenia và Azerbaijan hiện đại. Transcaucasia và Ciscaucasia (Bắc Kavkaz) cùng thuộc về khu vực địa lý vùng Caucasus lớn hơn phân chia lục địa Á - Âu (Eurasia)
Vùng Ngoại Kavkaz trải dài phía nam dãy núi Caucasus và vùng đất thấp của nó, nằm ngang biên giới châu Âu và châu Á, kéo dài từ phía nam dãy núi Caucasus ở vùng tây nam nước Nga tới biên giới Thổ Nhĩ Kỳ và Armenia, Biển Đen ở phía tây đến bờ biển Caspian của Iran ở phía đông. Khu vực bao gồm phần phía nam của dãy núi Kavkaz, dãy núi Tiểu Kavkaz, vùng đất Colchis Lowlands, vùng đất thấp Kura-Aras, dãy núi Talysh, vùng đất thấp Lenkoran, Javakheti và phần phía đông của Cao nguyên Armenia.
Toàn bộ lãnh thổ ngày nay của Armenia thuộc Ngoại Kavkaz; phần lớn hiện nay là Gruzia và Azerbaijan, bao gồm cả Nakhchivan, cũng nằm trong khu vực này. Các phần của Iran và Thổ Nhĩ Kỳ cũng nằm trong khu vực Ngoại Kavkaz. Hàng hoá sản xuất trong khu vực bao gồm Dầu, quặng mangan, chè, trái cây có múi và rượu vang. Nó vẫn là một trong những khu vực căng thẳng về mặt chính trị nhất trong khu vực hậu Xô viết và có ba khu vực tranh chấp mạnh mẽ là Abkhazia, Nam Ossetia và Nagorno-Karabakh. Từ năm 1878 đến năm 1917, tỉnh Kars thuộc tỉnh Nga kiểm soát cũng được đưa vào vùng Ngoại Kavkaz.